# 奧斯特拉亞火山

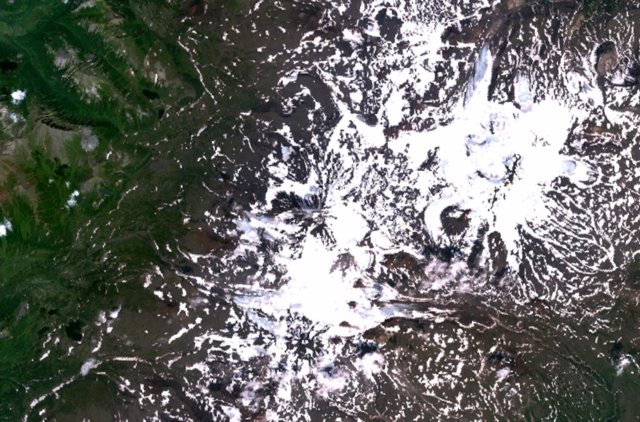
奧斯特拉亞火山

奧斯特拉亞火山是俄羅斯的火山，位於堪察加半島北部，屬於中部山脈的一部分，海拔高度2,552米，火山底部直徑20公里，火山口直徑1公里，山體由玄武岩組成。